# Miroslav Glejtek
Miroslav Glejtek (Zsolna, 1981. április 25.) egyetemi docens, történész és címertankutató.

## Élete
Előbb 1999-2004 között a nyitrai Mezőgazdasági Egyetemen, majd 2004-től a nyitrai Konstantin Filozófus Egyetemen tanult történelem szakon. 2008-ban végzett a nyitrai piaristák anyagaiból való feldolgozással. 2008-2011 között a kora újkori szepesi káptalan témakörében írta doktori disszertációját. Közben 2010-ben kisdoktori szigorlatot tett. 2011-től a UKF történelem tanszékén oktat mint szakmai asszisztens, 2014-ben habilitált.
2008-tól a szlovák püspöki konferencia heraldikai konzulense. A Szlovák Genealógiai-Heraldikai Társaság tagja. 2013-tól a csacai Kuszucai Múzeum tudományos tanácsának tagja. 2017-től a Szlovák Belügyminisztérium Heraldikai Bizottságának tagja. 2019-től a Hradec Králové-i Egyetem Bölcsészkarának tudományos tanácstagja.
Elsősorban egyházi heraldikával, keresztény ikonográfiával, egyházi intézménytörténettel, művelődéstörténettel foglalkozik.

## Művei
- 2009 Typológia a ikonografia arcibiskupských pečatí v Ostrihomskej arcidiecéze v 16. – 18. storočí (Sonda do problematiky). Verba Theologica VIII/2, 87-95.
- 2010 Pečate spišských prepoštov od polovice 15. storočia do roku 1776. In: Z dejín spišského prepoštstva. Spišské Podhradie.
- 2011 Sv. Vojtech v ikonografickej skladbe cirkevnej pečate v Ostrihomskej arcidiecéze. In: Jaroslav Nemeš – Rastislav Kožiak et al.: Svätý Vojtech – svätec, doba a kult. Bratislava.
- 2011 Súčasná cirkevná heraldika v tvorbe Zdenka G. Alexyho. Martin.
- 2013 Heraldika. Úvod do štúdia erbov. Čadca.
- 2013 Insígnia kanonikov Nitrianskej kapituly. Nitra. (tsz. Vladimír Rábik)
- 2013 Stredoveká cirkevná pečať – prameň kresťanskej ikonografie. Hradec Králové.
- 2015 Spišské prepoštstvo na prelome stredoveku a novoveku I. Príspevok k náboženským dejinám Spiša. Kraków – Trnava. (tsz. Peter Labanc)
- 2015 Cvičenia zo stredovekej latinskej paleografie. Uhorské listinné písmo v 13. – 16. storočí. Nitra. (tsz. Peter Labanc)
- 2016 Cvičenia z historickej chronológie. Spôsoby datovania v stredovekom Uhorsku. Nitra. (tsz. Peter Labanc)